# Anton Thumann
Pour les articles homonymes, voir Thumann.
Anton Thumann (né le 31 octobre 1912 à Pfaffenhofen an der Ilm, Royaume de Bavière en Empire allemand, et décédé le 8 octobre 1946 à Hamelin), est un officier subalterne allemand de la Waffen-SS, Schutzhaftlagerführer des camps de Gross-Rosen, Majdanek et Neuengamme. Reconnu coupable pour crime contre l'humanité, il est condamné à mort lors du procès de Neuengamme.